# Actia pamirica
Actia pamirica är en tvåvingeart som beskrevs av Richter 1974. Actia pamirica ingår i släktet Actia och familjen parasitflugor. Inga underarter finns listade i Catalogue of Life.